# Leeds United FC
Clubul de fotbal Leeds United este un club de fotbal profesionist din Leeds, West Yorkshire, Anglia care evoluează în Premier League. Clubul s-a format în 1919 în urma desființării Leeds City FC de către Liga de Fotbal și a preluat stadionul Elland Road.
Leeds joacă în echipament alb la meciurile de acasă. Stema clubului prezintă un trandafir alb (Rose of York) împreună cu monograma LUFC. Imnul clubului este Marching on Together.

## Istoric
În anul 1904, în orașul Leeds a fondat clubul de fotbal Leeds City Football Club. Mai târziu, în 1919, din cauza neregulilor făcute privind plățile ilegale către jucători în timpul Primului Război Mondial, a fost desființat de către Football League.
Sub managementul fostului fotbalist Dick Ray, s-a fondat, la 17 octombrie 1919, Leeds United Association Football Club. Noul club a evoluat în Midland League, luând locul fostului club, Leeds City Football Club. Cealaltă echipă a orașului Leeds, Yorkshire Amateur Association Football Club, care deținea stadionul Elland Road, s-a oferit să facă loc noii echipe.
În 1920, clubul a fost luat de către președintele Huddersfield Town F.C., Hilton Crowther. La 31 mai 1920, Leeds United A.F.C. pătrunde în Football League Second Division. Datorită legăturilor strânse cu Huddersfield Town F.C., Leeds United A.F.C. va adopta culorile alb-albastru.
Leeds United a ajuns în semifinalele UEFA Champions League în 2001 și a continuat succesul în Europa câțiva ani, dar apoi a fost nevoită să-și vândă jucătorii din cauza dificultăților economice în care a intrat. Leeds United a căzut din Premier League în EFL Championship în sezonul 2003-04. În sezonul 2005-06, a pierdut cu 3-0 cu Watford în finala barajului pentru promovarea în Premier League.
Având dificultăți financiare în sezonul următor, clubul a început liga cu -10 puncte și a terminat pe ultima poziție, cu 36 de puncte, retrogradând astfel în League One, nivelul 3 al fotbalului din Anglia, pentru prima dată în istoria sa. În sezonul 2009-10, a terminat pe locul 2 în League One și a promovat în Championship. Au urmat 10 sezoane petrecute în Championship, apoi Leeds United, sub conducerea argentinianului Marcelo Bielsa, a revenit în Premier League după o pauză de 16 sezoane, în al 101-lea an de la înființarea clubului. După trei sezoane petrecute în Premier League, Leeds a retrogradat din nou în Championship la finalul stagiunii 2022-2023.

## Stadion
Clubul Leeds United a jucat pe un singur stadion, de la înființare până în ziua de astăzi și anume Elland Road. Este al doisprezecelea cel mai mare stadion din Anglia, cu capacitate de 37.914 locuri și a fost construit în 1894.

## Lotul actual
La 9 august 2025.
| Nr. |                            | Poziție | Jucător                |
| --- | -------------------------- | ------- | ---------------------- |
| 1   | Brazilia                   | P       | Lucas Perri            |
| 2   | Anglia                     | F       | Jayden Bogle           |
| 3   | Suedia                     | F       | Gabriel Gudmundsson    |
| 4   | Țara Galilor               | M       | Ethan Ampadu (căpitan) |
| 5   | Țările de Jos              | F       | Pascal Struijk         |
| 6   | Țara Galilor               | F       | Joe Rodon              |
| 7   | Țara Galilor               | M       | Daniel James           |
| 8   | Anglia                     | M       | Sean Longstaff         |
| 9   | Anglia                     | A       | Patrick Bamford        |
| 10  | Țările de Jos              | A       | Joël Piroe             |
| 11  | Statele Unite ale Americii | M       | Brenden Aaronson       |
| 14  | Germania                   | A       | Lukas Nmecha           |
| 15  | Slovenia                   | F       | Jaka Bijol             |

| Nr. |              | Poziție | Jucător            |
| --- | ------------ | ------- | ------------------ |
| 17  | Belgia       | A       | Largie Ramazani    |
| 18  | Germania     | M       | Anton Stach        |
| 21  | Anglia       | P       | Alex Cairns        |
| 22  | Japonia      | M       | Ao Tanaka          |
| 23  | Belgia       | F       | Sebastiaan Bornauw |
| 25  | Anglia       | F       | Sam Byram          |
| 26  | Țara Galilor | P       | Karl Darlow        |
| 29  | Italia       | A       | Wilfried Gnonto    |
| 33  | Elveția      | F       | Isaac Schmidt      |
| 38  | Anglia       | M       | Jack Harrison      |
| 44  | Bulgaria     | M       | Ilia Gruev         |
|     | Franța       | P       | Illan Meslier      |
|     | Anglia       | A       | Sam Greenwood      |

## Palmares și statistici

### Titluri și trofee
| Campionatele Naționale | Cupele Naționale | Competiții internaționale |
| - Premier League (3) : - Campioni : 1968–69, 1973–74, 1991–92. - Vice-campioni : 1965, 1966, 1970, 1971, 1972. - EFL Championship (4) : - Campioni : 1923–24, 1963–64, 1989–90, 2019-20. - Vice-campioni : 1928, 1932, 1956. - Football League One (0) : - Vice-campioni : 2010. | - Cupa Angliei (1) : - Câștigători : 1972. - Finalistă : 1965, 1970, 1973. - Cupa Ligii (1) : - Câștigători : 1968. - Finalistă : 1996. - Supercupa Angliei (2) : - Câștigători : 1969, 1992. - Finalistă : 1974. | - Liga Campionilor : - Finalistă (1) - 1975 - Semifinale (2) - 1970, 2001 - Cupa Cupelor : - Finalistă (1) - 1973 - Cupa UEFA : - Semifinale (1) - 2000 - Optimi (2) - 1974, 2002 - Cupa Orașelor Târguri : - Câștigători (2) - 1968, 1971 - Finalistă (1) - 1967 - Semifinale (1) - 1966 - Sferturi (1) - 1969 |

### Finale
Performanțe obținute de Leeds în cupele naționale ale Angliei.
| 1972 | Leeds United | 1 - 0 | Arsenal |

| 1968 | Leeds United | 1 - 0 | Arsenal |

| 1969 | Leeds United | 2 - 1 | Manchester City |
| 1992 | Leeds United | 4 - 3 | Liverpool       |

| 1965 | Leeds United | 1 - 2 | Liverpool  |
| 1970 | Leeds United | 1 - 2 | Chelsea    |
| 1973 | Leeds United | 0 - 1 | Sunderland |

| 1996 | Leeds United | 0 - 3 | Aston Villa |

| 1974 | Leeds United | 1 - 1 | Liverpool |

Performanțe obținute de Leeds în cupele continentale ale Europei - UEFA.
| 1968 | Leeds United | 1 - 0 | Ferencváros |
| 1971 | Leeds United | 3 - 3 | Juventus    |

| 1975 | Leeds United | 1 - 2 | Bayern München |

| 1973 | Leeds United | 0 - 1 | AC Milan |

| 1967 | Leeds United | 0 - 2 | Dinamo Zagreb |